# Виноградська волость
Виноградська волость — адміністративно-територіальна одиниця Звенигородського повіту Київської губернії з центром у містечку Виноград.
Станом на 1886 рік складалася з 12 поселень, 7 сільських громад. Населення — 9785 особи (4846 чоловічої статі та 4939 — жіночої), 1364  дворових господарства.
|                     | Площа, десятин | У тому числі орної, дес. |
| ------------------- | -------------- | ------------------------ |
| Сільських громад    | 8868           | 7230                     |
| Приватної власності | 207            | 199                      |
| Казенної власності  | 7802           | 7261                     |
| Іншої власності     | 300            | 211                      |
| Загалом             | 17177          | 14901                    |

Поселення волості:
- Виноград — колишнє власницьке містечко за 40 верст від повітового міста, 1527 осіб, 230 дворів, православна церква, 2 синагоги, 9 постоялих дворів, 11 постоялих будинків, 27 лавок, базари.
- Босівка — колишнє власницьке село, 1545 осіб, 240 дворів, православна церква, школа, 2 постоялих будинки.
- Вотилівка — колишнє власницьке село, 1384 осіб, 209 дворів, православна церква, школа, 2 постоялих будинки.
- Павлівка — колишнє власницьке село, 925 осіб, 150 дворів, православна церква, постоялий будинок.
- Ріпки — колишнє власницьке село, 1163 особи, 184 двори, православна церква, постоялий будинок.
- Товсті Роги — колишнє власницьке село, 545 осіб, 82 двори, каплиця, постоялий будинок.
- Шубині Стави — колишнє власницьке село, 1501 особа, 269 двори, православна церква, каплиця, постоялий будинок.

Старшинами волості були:
- 1909—1910 роках — Іван Лаврентійович Оселедько[2],[3];
- 1912—1913 роках — Яків Єфремович Чуйко[4],[5];
- 1915 роках — Петро Якович Демерза[6].